# Cal Francesc
Cal Francesc és un edifici del municipi d'Arbeca (Garrigues) inclosa en l'Inventari del Patrimoni Arquitectònic de Catalunya.

## Descripció
Edifici construït sobre tres arcades de pedra reforçades per contraforts. Encara que la façana hagi rebut un tractament unitari, la casa coneguda com a "cal Francesc" és la que ocupa l'arcada central i la de la dreta, que s'endinsa a la casa veïna.
Aquesta façana evidencia una estructura interna de planta baixa i dos pisos superiors, amb un acabament aixecat posteriorment que trenca el ritme i l'estètica general. Del conjunt en destaquen els contraforts exteriors, els carreus de mida regular i els finestrals renaixentistes amb llinda motllurada i ampit. A la llinda de la finestra central, al primer pis, hi ha l'escut de Poblet amb les inicials "P.O.", i a l'altra, la data 1636.
A principis dels 90 és reformada i s'hi afegeix un tercer pis una mica endarrerit respecte a la línia del carrer a manera d'àtic o golfes.